# Asuka Fujimori
Asuka Fujimori (japonès: 藤森明日香, Fujimori Asuka) (Tòquio, 1978) és una escriptora japonesa en francès. En les seves obres, elabora un món desfasat on s'enfronten ironia, crueltat i humor. La seva existència real és questionada i potser es tractaria realment d'un autor masculí francès que també ha utilitzat el pseudònim de Thomas Taddeus.

## Obra literària
- Nekotopia (París, Flammarion, 2004, ISBN 2080684159)
- Mikrokosmos (París, Flammarion, 2005, ISBN 2080686798).
- La corde aux jours impairs (Paris, Flammarion, 2006, ISBN 2-08-069033-7).
- La dernière lueur du diamant (Paris, Flammarion, 2008 ISBN 2-08-120690-0).